# Фредрик Рејнфелт
Фредрик Рајнфелт (швед. Fredrik Reinfeldt; Остерханинге, 4. август 1965) је бивши премијер Шведске и вођа шведске либералне модератске партије.
Постао је премијер Шведске 5. августа 2006. године, а мандат је завршио 3. октобра 2014. године.